# Мария Габриэлла Люксембургская
Мари́я Габриэ́лла Люксембу́ргская (фр. Marie-Gabrielle de Luxembourg; 2 августа 1925, Кольмар-Берг, Люксембург — 9 февраля 2023, замок Ледреборг, Зеландия) — принцесса Люксембургская, третья дочь Шарлотты, великой герцогини Люксембурга, и Феликса Бурбон-Пармского.

## Биография
Мария Габриэлла родилась 2 августа 1925 года в семье герцогини Шарлотты Люксембургской и её супруга Феликса Бурбон-Пармского. Она была четвёртым ребёнком и третьей дочерью в их семье, её старшим братом был Жан, великий герцог Люксембругский в 1964—2000 годах. При крещении получила имя Мария Габриэлла Альдегунда Вильгельмина Луиза.
10 мая 1940 года во время Второй мировой войны правящая семья покинула Люксембург и уехала в Португалию. В июле 1940 года семья герцогини отправилась в США, а оттуда в Канаду, поскольку США в то время были нейтральной страной. Вместе с сёстрами получала образование в Квебеке, где принцессы посещали коллеж Жезус-Мари де Силлери.
В 1943 году отправилась в Великобританию, где вместе с сёстрами поступила добровольцем в Общество Красного Креста Великобритании.
Спустя два года, в апреле 1945 года вместе с семьёй вернулась в освобождённый Люксембург. Вернувшись к мирной жизни, Мария Габриэлла занималась скульптурой, её наставником был известный скульптор-анималист Огюст Тремон. В 1950 году она выставила под псевдонимом «Мадемуазель де Клерво» свои работы на Парижской ярмарке животных и ряде выставок в Люксембурге. Работы принцессы включали скульптурные изображения животных, среди которых были лошади, олени, зайцы.
Была крёстной матерью принца Анри Люксембургского (герцога с 2000 года) на церемонии его крещения в 1955 году.
Скончалась 9 февраля 2023 года в Ледребогском замке (Дания) в возрасте 97 лет; на момент смерти она оставалась последней среди живых на тот момент детей герцогини Шарлотты и Феликса Бурбон-Пармского.

## Семья
5 ноября 1951 года на гражданской церемонии вышла замуж за датского аристократа, графа Кнуда Йохана Людвига Гольштейн-Ледреборга (2 октября 1919 — 25 июня 2001). На следующий день состоялась религиозная церемония. У пары было 7 дочерей:
- Графиня Моника Шарлотта Луиза Мария (род. 29 июля 1952), с 2003 года замужем за Хенриком де Домпьером де Жонкьером, брак бездетен;
- Графиня Лидия Мария Аделаида (род. 22 февраля 1955), супруга Эрика Бурбон-Пармского (1953—2021), 5 детей
- Графиня Вероника Биргитта Мария (род. 19 января 1956), супруга Франсуа де Поттера, есть дети;
- Графиня Сильвия Шарлотта Мария (род. 1 января 1958), в 1979 году вышла замуж за Джона Манро из Фулиса, есть дети;
- Графиня Камилла Йозефина Мария (26 февраля 1959 — 4 июля 2010), в 1986 году вышла замуж за барона Эрика Бертуш-Лена, есть дети;
- Графиня Татьяна Аликс Мария (род. 25 апреля 1961), в 1999 году вышла замуж за Марка фон Ридемана, есть дети;
- Графиня Антония Шарлотта Мария Жаннета (род. 19 июня 1962 года), монахиня.